# Marvel Sturm der Superhelden
Marvel Sturm der Superhelden (im Original Marvel: Contest of Champions) ist ein 2014 erschienenes Computerspiel des kanadischen Spieleherstellers Kabam. Es wurde bisher über 50 Millionen Mal im PlayStore heruntergeladen.
Das Kampfspiel orientiert sich an den Figuren aus der Comicreihe Marvel Super Hero Contest of Champions von Marvel Comics. Es gibt einen Einzel- sowie Mehrspielermodus.